# خاکسترگون
خاکسترگون یا سینره (به انگلیسی: Cinereous) یک رنگ است، به معنای خاکستری خاکستر در ظاهر، یا شامل خاکستر یا شبیه خاکستر، یا یک رنگ خاکستری با رنگ قهوه‌ای مسی. این از واژهٔ لاتین cinereus، از cinis (خاکستر) گرفته شده است.
نخستین کاربرد ثبت‌شده از خاکسترگون (سینره) به عنوان نام رنگ در انگلیسی در سال ۱۶۶۱ بود. 

## نگارخانه

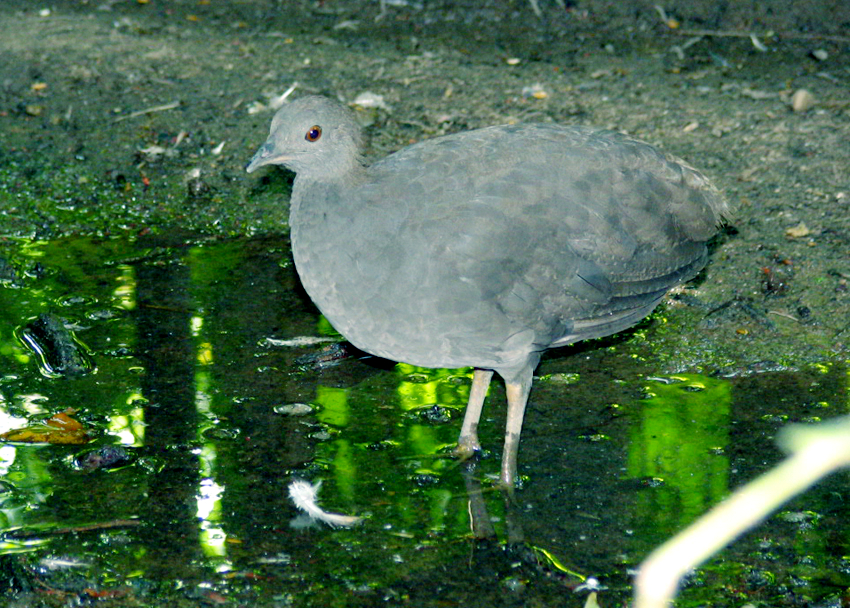
تینامو سینره
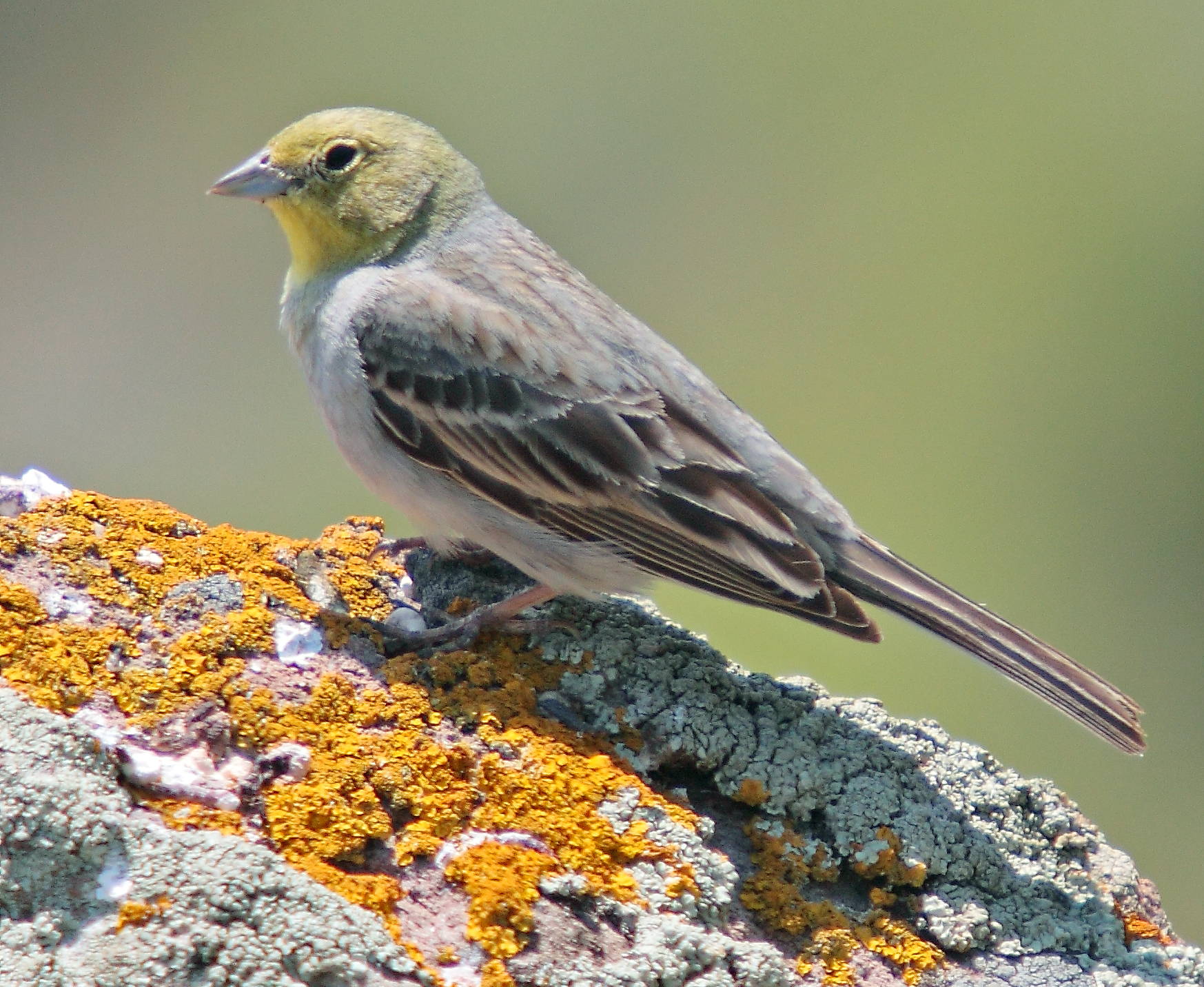
بند سینی
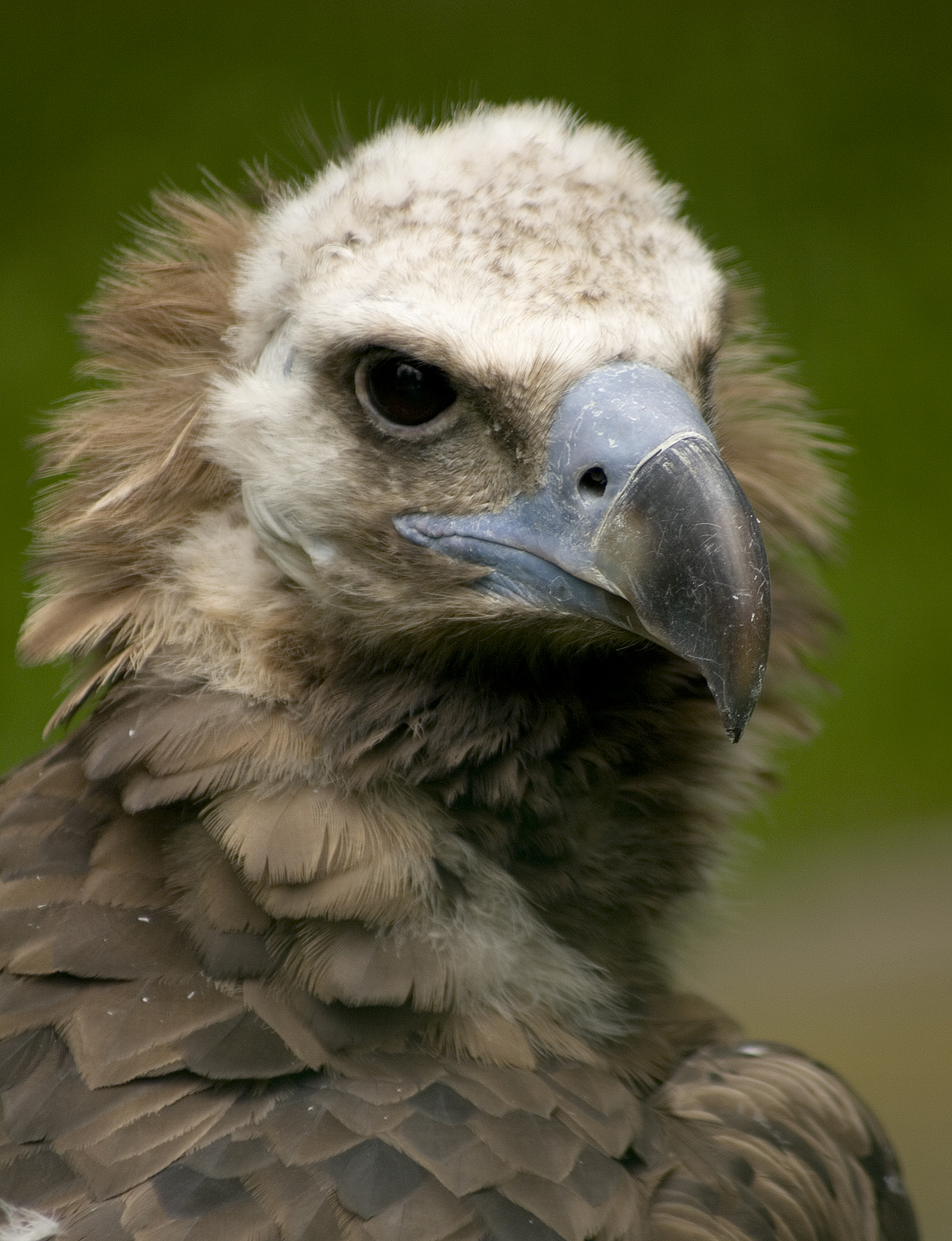
کرکس سینروس